# Arszlán (keresztnév)
Az Arszlán török eredetű férfinév, jelentése egyes etimológiák szerint oroszlán. Más elképzelés szerint – mivel az „oroszlán” törökül aslan, nem arslan – a név az Izrael törökösített változata.

## Rokon nevek
Ruszlán

## Gyakorisága
Az 1990-es években szórványosan fordult elő, a 2000-es években nem szerepel a 100 leggyakoribb férfinév között.

## Névnapok
- június 23.[2]